# Franz Xaver von Zach
Baró Franz Xaver von Zach   (Bratislava, 4 de juny de 1754 - París, 2 de setembre de 1832), (en hongarès: Zách János Ferenc) va ser un astrònom alemany nascut a la ciutat de Pest, Hongria. Va ser membre de l'Acadèmia de Ciències d'Hongria.

## Biografia

L'attraction des montagnes, 1814

Va servir per algun temps en l'armada austríaca, i després va viure a Londres des de 1783 fins a 1786 com a tutor a la casa del ministre saxò, Compte Brühl. En 1786 va ser nomenat per Ernest II de Saxònia-Gotha-Altenburg director del nou Observatori de Gotha fins a 1791. Prop del terme del segle xviii, va organitzar un grup de 24 astrònoms per preparar-se per a una cerca sistemàtica del "planeta perdut" predit per la Llei de Titius-Bode entre Mart i Júpiter. Ceres va ser descobert per accident, just quan s'estava iniciant la cerca. Des de 1806 Zach va acompanyar a la vídua del duc en els seus viatges al sud d'Europa. Va morir a París en 1832.
Zach va publicar Taules del Sol (Gotha, 1792; edició nova i millorada, ibíd., 1804), i nombrosos assajos sobre temes geogràfics, particularment sobre les posicions geogràfiques de molts pobles i llocs, els quals va determinar en els seus viatges amb un sextant.
El fet més rellevant de l'astrònom, després de tot, va ser l'edició de tres columnes científiques de gran valor: Allgemeine Geographische Ephemeriden (4 vols., Gotha, 1798-1799), Monatliche Correspondenz zur Beförderung der Erd- und Himmels-Kunde (28 vols., Gotha, 1800-1813, des de 1807 editat per Bernhard von Lindenau), i Correspondance astronomique, geographique, hydrographique, et statistique (Genoa, 1818-1826, 14 vols., i un volum quinzé, suprimit per la instigació dels Jesuïtes).
Va ser elegit com a membre de la Reial Acadèmia de les Ciències de Suècia en 1794.
El 1808, von Zach es trobava a Marsella, on va observar i explicar el fenomen de la muntanya del Canigó, als Pirineus orientals, que es pot veure dues vegades a l'any des d'allà, a 250 km de distància, per refracció de la llum.
L'asteroide (999) Zachia i el cràter Zach a la Lluna tenen el seu nom, mentre que l'asteroide (64) Angelina rebé aquest nom per una estació astronòmica que va crear prop de Marsella.

## Eponimia
- El cráter lunar Zach s'anomena així per la seua memoria.[3]
- L'asteroide (999) Zachia[4] també duu el seu nom, mentre que l'asteroide (64) Angelina[5] s'anomena així per una estació astronòmica que va crear prop de Marsella.